# Robert Warren Miller
Robert Warren Miller (nascido em 23 de maio de 1933) é um bilionário anglo-americano, empresário, co-fundador da DFS (Duty Free Shops) e campeão de vela. Ele é o pai da Marie Chantal, princesa herdeira da Grécia, Alexandra Von Fursterberg e Pia Getty, apelidadas nos tablóides da alta sociedade como As irmãs Millers (The Miller Sisters em inglês).

## Biografia
Miller nasceu em Quincy, Condado de Norfolk, Massachusetts, em 1933, filho de Ellis Warren Appleton Miller (1898 - 1986), um contador, vendedor e descendente de vários passageiros de Mayflower; e Sophia "Sophie" June Squarebriggs (1899-1998), uma ex-governanta de origem canadense. A ascendência de Miller está enraizada na elite colonial britânica norte-americana.e descende com o tempo de Henrique I da Inglaterra, Luís IV da França e Guilherme I da Escócia. Ele também é descendente de Isaac Samuel, um comerciante judeu.
Miller frequentou a Faculdade Cornell University School of Hotel Administration e se formou em 1955, com um diploma em Administração de Hotelaria. Ele era membro da Fraternidade Phi Kappa Psi. Miller é casado com a nativa equatoriana María Clara "Chantal" Pesantes Becerra, têm três filhas: Pia (1966), Marie Chantal (1968) e Alexandra (1972). Ele também possui 36,000 acres  o Gunnerside Estate, em Yorkshire, uma das maiores propriedades dos  na Grã-Bretanha.

### Record Náutico
Em 1996, o yacht de Robert Miller, nomeado Mari-Cha IV, quebrou um novo record tornando-se o primeiro  a atravessar o Oceano Atlântico em menos de sete dias. Durante o mesmo cruzamento, o iate também quebrou o recorde de distância de 24 horas, navegando 525,5 milhas náuticas (973,2 km). Tanto ele quanto seu genro, Paulo, Príncipe herdeiro da Grécia, filho do rei Constantino II da Grécia, eram membros da tripulação.
Em 30 de abril de 2005, o Mari-Cha IV ganhou o prêmio Rolex Transatlantic Challenge e quebrou o recorde centenário de um cruzamento transatlântico oeste-leste estabelecido anteriormente por Charlie Barr. Ele completou a passagem de 2.925 milhas náuticas através do Atlântico Norte entre Nova York e Inglaterra em um período de 9 dias, 15 horas, 55 minutos e 23 segundos - 2 dias completos, 12 horas, 6 minutos e 56 segundos mais rápido do que o registro definido 100 anos antes

## Carreira

### Duty Free Shopping
A Duty Free Shopping (DFS) iniciou operações em Hong Kong, onde ainda mantém sua sede corporativa, depois se expandindo para a Europa e outros continentes. O primeiro grande avanço da DFS ocorreu no início da década de 1960, quando garantiu a concessão exclusiva para vendas isentas de impostos no Havaí e Hong Kong, permitindo comercializar seus produtos para viajantes japoneses.  A DFS finalmente se expandiu para lojas fora do aeroporto duty-free e grandes lojas da Galleria do centro, e tornou-se o maior revendedor de viagens do mundo.  Em 1996, os interesses de Feeney foram adquiridos por Louis Vuitton Moët Hennessy (LVMH), o grupo francês de bens de luxo, por US $ 1,63 bilhão.
Miller manteve suas ações e continua sendo um importante acionista minoritário (38%) no DFS. Mais recentemente, Miller apontou o surgimento da elite econômica da China continental.  Para apresentar sua nova mercadoria, a DFS foi ao local da loja de licores do aeroporto e em ambientes de lojas, procurando comercializar o portfólio mais abrangente de marcas no mercado viajante. Em 2010, o Grupo DFS teve vendas estimadas em cerca de € 2,2 bilhões.  A partir de 2012, tem 150 lojas em 15 estados do Pacífico.  Suas atividades no centro funcionam sob o nome da Galleriera.
Em 1973, Miller fundou a Search Investment Group Ltd, uma empresa de investimento internacional da qual é CEO e presidente. O Search Investment Group Ltd é um grande acionista da Ortelius Capital Partners, que é uma empresa de investimento fundada pelo genro de Miller, Principe Pavlos da Grécia e pelo Sr. Peter DeSorcy. Ele também é diretor de conselheiros SAIL (Search Alternative Investments Ltd), investidores globais fundos. Juntamente com outros ativos, Miller é atualmente classificado como a 68ª pessoa mais rica no Reino Unido, abaixo da 22º colocação que possuia em 2003.

## Referencias
1. 1 2  «Simple values count for Bob Miller - the tycoon behind the DFS empire». South China Morning Post (em inglês)
2. ↑  Blasberg, Derek. «The Miller Cousins Are the Ultimate Society Darlings for the Social-Media Age». Vanities (em inglês)
3. ↑  «Some ancestry of the Miller sisters». www.wargs.com. Consultado em 26 de maio de 2018
4. 1 2  Julie Helen Otto & William Addams Reitwiesner, Some ancestry of the Miller sisters 1995.
5. ↑  «York's richest family revealed – and they're worth a bob or two • YorkMix». YorkMix (em inglês). 25 de abril de 2016
6. ↑  «Cópia arquivada». Consultado em 16 de março de 2018. Arquivado do original em 29 de setembro de 2004
7. ↑  «Duty Free Los Angeles | DFS Los Angeles | Airport Los Angeles». www.dfsgalleria.com (em inglês). Consultado em 26 de maio de 2018
8. ↑  http://www.findarticles.com/p/articles/mi_qa3755/is_199703/ai_n8761288%7Ctitle=FindArticles.com
9. ↑  «Search Investment Group». www.searchgroup.com. Consultado em 26 de maio de 2018
10. ↑  http://www.orteliuscapital.com%7Ctitle=ortelius-aim
11. 1 2  «The Times & The Sunday Times» (em inglês). Consultado em 26 de maio de 2018